# Evangelische Christengemeenten in Vlaanderen
De Evangelische Christengemeenten in Vlaanderen (ECV) is een geloofsgemeenschap van evangelische kerken die actief is in Vlaanderen. De meeste van deze kerken zijn gesticht door Richard Haverkamp en Henk Gelling.
Ze vormt een koepelorganisatie van autonome evangelische kerken en is op haar beurt aangesloten bij de Evangelische Alliantie Vlaanderen (EAV) en de Federale Synode van de Administratieve Raad van de Protestants-Evangelische Eredienst.

## Aangesloten kerken

### West-Vlaanderen
- Evangelische kerk De Hoeksteen te Ieper
- Evangelische kerk Kortrijk te Bissegem
- Evangelisch Christelijke Vereniging Roeselare
- Evangelische Christengemeente Woesten

### Oost-Vlaanderen
- Evangelische Kerk De Ark Eeklo
- Evangelische kerk Gent
- Evangelische kerk 'De Akker' te Maldegem

### Antwerpen
- Evangelische Christengemeente Beerse
- Evangelische Christengemeente Berchem
- Vrij Evangelische Gemeente Antwerpen
- Evangelische Christelijke Vereniging Boom

### Limburg
- Evangelische kerk Beringen
- Evangelische kerk Ham
- Evangelische Christengemeente Parkstad te Heerlen (Nederland)
- Evangelische Christengemeente Houthalen
- Evangelisch Christelijke Vereniging Lanaken
- Evangelische Christengemeente Meeuwen
- Evangelische kerk Oase te Neerpelt
- Evangelische Christelijke Vereniging Overpelt
- Evangelische Christelijke Vereniging Peer
- Evangelische Christengemeente Tessenderlo
- Evangelische kerk Wijchmaal
- Evangelische Christengemeente Zwartberg
- Evangelische Kerk Bilzen